# Deutsches Turnfest 1953
Das Deutsche Turnfest 1953 fand vom 2. bis 9. August 1953 in Hamburg statt.
Zum Turnfest kamen 60.000 Festbesucher, von denen 20.000 aktiv teilnahmen. Die Bedeutung wurde durch die Anwesenheit von Bundespräsident Theodor Heuss unterstrichen.